# دكيناء
دُكَيْنَاء هو جنس من الشحاذيات المتشابكة. أعطانها البلاد المعتدلة الحرارة. تعيش بين الأشجار وعليها وخاصة الفصيلة الصنوبرية.